# Benjamin Libet
Benjamin Libet (Chicago, Illinois, 12 de abril de 1916 - 23 de julio de 2007) fue un neurólogo estadounidense. Obtuvo reconocidos estudios y publicaciones en el área de filosofía, desarrollado en la Universidad de California. Fue, además, un científico pionero en el campo de la consciencia. 

## Consciencia de las propias decisiones antes que libre albedrío
En los años 1970, Libet estuvo involucrado en los estudios de la actividad neural y la "sensación de umbral". Estas investigaciones trataban de determinar la secuencia de activación en sitios específicos del cerebro requerida para desencadenar acciones voluntarias tales como el pulsado de un botón, utilizando equipos electroencefalográficos. Un famoso experimento —luego reproducido muchas veces por otros grupos— demostró que eventos cerebrales inconscientes (observables como potenciales eléctricos, llamados potenciales de preparación [en inglés readiness potential]) realmente preceden en un lapso variable (de 0.3 hasta varios segundos) la sensación consciente de haber tomado una decisión voluntaria en preparación de una acción motora —como el pulsado de un botón—. 
Ahora bien conocido en neurología, el llamado 'Bereitschaftspotential' (BP en idioma alemán, 'readiness potential' en inglés), también llamado 'potencial premotor, es una medida de la actividad en el córtex motor y el área motora suplementaria en el cerebro ocupado en la preparación de un movimiento muscular voluntario. Es una manifestación de la contribución cortical al planeamiento del movimiento voluntario. Fue registrado y reportado ya en 1964 por  Hans Helmut Kornhuber y Lüder Deecke en la University of Freiburg en Alemania. La publicación completa apareció en 1965 luego de muchos experimentos usados como control.
Estas observaciones indican que los procesos neurológicos inconscientes preceden y potencialmente causan tanto la sensación de haber realizado una decisión por propia voluntad como el mismo acto motor.
La conclusión derivada por Libet de estas observaciones es que los procesos cerebrales determinan las decisiones, luego percibidas como propias subjetivamente por el mismo cerebro a través del fenómeno de la consciencia (awareness). Libet solamente considera como posible la idea de libre albedrío en su noción de veto —la capacidad de la actividad consciente para bloquear o abortar un acto ya iniciado—, bloqueo posible gracias al tiempo restante de algunos cientos de milisegundos entre la percepción subjetiva de la decisión y la ejecución del acto mismo. Aunque el autor no parece adherirse a esta idea. El problema, como señala John N. Gray, es que no podemos saber cuándo utilizamos el veto, por lo que nuestra experiencia subjetiva es siempre ambigua.

## Críticas al experimento
Una crítica general consiste en señalar que Libet pidió a los voluntarios que "dejaran el impulso -de moverse- aparecer por sí solo, sin planearlo ni concentrarse en el acto". De acuerdo con ciertos pensadores (Alexander Batthyany entre otros), una teoría del "Libre albedrio" o del "yo" que admitiera la existencia real de estos conceptos no tendría porque dejar de lado la posibilidad de que actos semejantes existieran en el cerebro, actos basados en un cierto automatismo mental en un estado de pasividad del individuo. Por lo tanto es posible que el experimento de Libet no estuviera apuntando al blanco adecuado; decisiones complejas, basadas en ponderación de riesgos y beneficios, o en búsqueda de los gustos y deseos propios, quedan totalmente fuera del alcance del diseño propuesto por Libet. Otras críticas se han realizado al experimento, Daniel C. Dennett en "Freedom Evolves" habla sobre los problemas del método de contaje de tiempos que se utilizan -es imposible valorar los resultados si no conocemos los tiempos que tardan los diferentes elementos del cerebro involucrados en comunicarse entre sí, o sin saber exactamente las direcciones y número de estas comunicaciones- o Francis Crick en su libro “The astonishing hypotheses” expresa que los resultados del experimento “resultan difíciles de interpretar y han dado origen a muchas polémicas”.

## Respuestas a las críticas
Los investigadores que siguen la línea de trabajo de Libet, como Daniel Wegner, responden a esas críticas con un argumento basado en el: atomismo lógico.  Según este principio, por muy complejas y elaboradas que sean las decisiones que mencionan libertarios  como Daniel C. Dennett y  Alexander Batthyány, estas se basan en decisiones atómicas indivisibles, mínimas, tautologías muchas veces, las cuales componen  decisiones moleculares más complejas, hasta llegar a todo un perfil de carácter. De este modo, si las decisiones atómicas, mínimas, son totalmente determinadas y no son libres, ergo, las decisiones complejas que se componen de ellas tampoco son libres. Daniel Wegner desarrolló esta respuesta a las críticas manteniendo intacta la postura original de Libet de la no existencia de libre albedrío, ni siquiera en las decisiones de largo plazo o complejas elecciones vocacionales y de definición de la personalidad, los que responden a las críticas señalan que es espurio su marco porque se sale de la experimentación hacia una discusión de la lógica.